# Antonio Maestrelli
Antonio Maestrelli (Pisa, 1815 – Pisa, 1895) è stato un pallonista italiano.
Fu un fuoriclasse di potenza e stile eccezionali che divenne un divo dello sferisterio nelle principali città italiane. Dai suoi estimatori fu definito inarrivabile e il mago del bracciale. Era un autentico fantasista capace di giocate spettacolari  colpendo il pallone in tuffo, pancia a terra, in ginocchio o di spalle quindi mandava il numeroso pubblico sempre in visibilio: insomma era considerato un artista del bracciale (attrezzo). Allievo di un divo del bracciale quale Domenico Marini da cui apprese la tecnica e visione di gioco, era talentuoso in tutti i ruoli. Militò in squadre di Ancona, Firenze e Bologna: proprio nello sferisterio felsìneo Maestrelli, diventato impresario della sua squadra, fece debuttare Polifonte Puccianti dopo averlo ingaggiato ancora giovane ma già distintosi tra i dilettanti. Destino volle che l'allievo Puccianti diventasse l'antagonista del suo maestro Maestrelli e i due campioni si destreggiarono in sfide che dominarono la cronaca sportiva nei giornali dell'epoca e richiamarono folle entusiaste negli sferisteri. L'esperto di pallone col bracciale Giulio Franceschi descrisse Maestrelli così: 
nessuno, quando egli fu nel pieno delle sue forze, poté competere con lui e i suoi colpi famosi furono le battute e ribattute a traiettoria radente: il pallone spinto dal bracciale percorreva un primo tratto all'altezza del petto d'uomo poi andava gradatamente alzandosi ma non di molto come se ricevesse sempre nuovi impulsi fino a uscire dal campo dalla parte opposta dove non v'era rete né altro riparo tranne un basso tavolato che separava il pubblico dai giocatori.
Si meritò un busto marmoreo che lo raffigurava nella galleria dello sferisterio bolognese ossia hall of fame: onore riservato a pochi campioni. Quando si ritirò aveva 59 anni e svolse poi funzioni di usciere nell'università di Pisa.